# Aramisz
Az Aramisz francia eredetű férfinév. Eredeti francia formája, az Aramis Id. Alexandre Dumas névalkotása, A három testőr című regénye egyik szereplőjének felvett álneve.

## Gyakorisága
Az 1990-es években szórványosan fordult elő, a 2000-es években nem szerepel a 100 leggyakoribb férfinév között.

## Névnapok
ajánlott névnap:
- március 8.[2]

## Híres Aramiszok
- Aramis, a négy testőr (muskétás) egyike Alexandre Dumas művében